# Civitatei csata
A civitatei csatát 1053. június 18-án Dél-Itáliában vívták meg a normannok, akiket az hauteville-i Humphrey (Umfredo d'Altavilla), Apulia grófja vezetett, és egy sváb–itáliai–llombard hadsereg, amelyet IX. Leó pápa szervezett, és Gerard, Lotaringia hercege Rudolf, Benevento hercegével vezetett. A normann győzelem a szövetséges pápai hadsereg felett a 11. században Dél-Itáliába érkezett normann zsoldosok, a de Hauteville család és a helyi lombard hercegek közötti konfliktus nyomán esett. 1059-re a normannok szövetséget kötöttek a pápasággal, amely magában foglalta, hogy II. Miklós pápa hivatalosan elismerte a normann hódítást Dél-Itáliában, Robert Guiscard-t Apulia és Calabria hercegévé és Szicília grófjává nevezve ki.

## Háttere

### A normannok érkezése Itáliába
A normannok 1017-ben érkeztek Dél-Itáliába, egy zarándokút során a Monte Sant'Angelo sul Garganó-i (Apulia) Szent Mihály arkangyal-szentélyéhez. Ezeket a harcosokat a szaracénok jelentette fenyegetés leküzdésére használták fel, akik szicíliai támaszpontjaikról lerohanták Dél-Itáliát, anélkül, hogy az érintett országok lombard és bizánci uralkodói különösebb ellenállást tanúsítottak volna.
Ennek a zsoldos haderőnek a rendelkezésre állása (a normannok arról voltak híresek, hogy militariter lucrum quaerens, "katonai szolgálattal kerestek gazdagságot") nem kerülhették el Dél-Itália keresztény uralkodóit, akik a normannokat alkalmazták belső háborúikban. A normannok kihasználták ezt a zűrzavart; 1030-ban Rainulf Drengot megszerezte Aversa megyét.
Az első siker után sok más normann igyekezett Dél-Itáliában terjeszkedni. Legfontosabb vezetőik között az Hauteville család tagjai voltak. Rövid időn belül az Hauteville-ek létrehozták saját államukat: William Iron Arm 1042-ben Apulia grófja lett.

### A normannellenes koalíció
A normannok előrenyomulása Dél-Itáliában sok éven át aggasztotta a pápaságot, bár magának a csatának a lendülete több okból is megtorpant. Először is, a normannok itáliai jelenléte több volt, mint pusztán a hatalmi egyensúly felborulása, mivel az itáliai helyi lakosok közül sokan nem nézték jó szemmel a normannok portyázásait, és méltón akartak visszavágni, mivel alig tartották őket jobbnak, mint a közönséges rablókat. Egy normandiai apát, Fécamp János például ilyesmikről írt magának Leó pápának.
Az ilyen gyűlöletet kiváltó portyázó tevékenységek Benevento székhelyén is előfordultak, a normann krónikák ezt nyilván nem hangsúlyozzák, de Leó pápa számára ez volt a legjelentősebb aggodalom a térség politikai instabilitásában. Valójában Graham Loud szerint a beneventóiak, akiket korábban III. Henrik német-római császár és a pápa is megkeresett, hogy hűséget esküdjenek, végül fellebbezést nyújtottak be Leónak, hogy személyesen vegye át a város irányítását (valamint kérték egy korábbi kiközösítés feloldását) 1051-ben. :115Ezen a ponton Benevento egyben határ- és felvonulási zóna volt Róma és a Német-római Császárság, valamint az újonnan alapított normann birtokok között.
A civitatei konfliktus mögött meghúzódó másik ok az instabilitás volt, amelyet a normann oldalon Drogo de Hauteville tisztázatlan körülmények között történt meggyilkolása okozott, aki addig a normannok névleges hadvezére és Apulia grófja volt. Malaterra beszámolója szerint a bennszülött longobárdok voltak felelősek a cselekményért, amelyet egy Rito nevű udvaronc hajtott végre Montillaro castrumában. Annak ellenére, hogy a pápa, valamint a görög és német császárok milyen előnyöket élveztek volna a halálaval, nehéz Malaterra jelentésén túlmenően találgatni, mivel a gyilkosság részletei nem szerepelnek a legtöbb forrásban, különösen nem a normann krónikákban. Mindazonáltal minden bizonnyal erős reakció volt Drogo halálára, amikor testvére, Humphrey átvette a vezetői pozíciót, és válaszul a vidéken körbejárta ellenségeit.
Végül 1052-ben Leó találkozott rokonával, III. Henrik császárral és segítséget kért a növekvő normann hatalom megfékezéséhez. Kezdetben a jelentős segélynyújtást megtagadták, és Leó 1053 márciusában csak 700 sváb gyalogossal tért vissza Rómába. II. Adalbert, Winterthur (a mai Svájcban) grófja, vezetőjük, abból a házból emelte ki a 700 sváb lovagot, amelyből később a Kyburg-ház emelkedett ki. A Sváb Hercegség abban az időben Svájc legtöbb modern német nyelvű kantonját foglalta magában.
De mások is aggódtak a normann hatalom miatt, különösen az itáliai és a lombard uralkodók délen. Benevento hercege, Rudolf, Gaeta hercege, Aquino és Teano grófja, az érsek és Amalfi polgárai – Apulia, Molise, Campania, Abruzzó és Latium longobárdjaival együtt – válaszolt a pápa hívására, és megalakult. a normannok elleni mozgó koalíció. Míg azonban ezekben az erőkben szinte minden nagy itáliai 
A pápának volt egy másik baráti hatalma is, a IX. Kónsztantinosz által irányított Bizánci Birodalom. Eleinte az Apuliában letelepedett bizánciak megpróbálták kivásárolni a normannokat, és szolgálatba kényszeríteni őket saját, jórészt zsoldos hadseregükön belül; mivel a normannok a kapzsiságukról voltak híresek. Így hát a bizánci parancsnok, az itáliai lombard katepán, Argyrus pénzt ajánlott fel, hogy zsoldosként szétfoszlassa a Birodalom keleti határait, de a normannok elutasították a javaslatot, kifejezetten kijelentve, hogy céljuk Dél-Itália meghódítása. Így elutasítva Argyrus felvette a kapcsolatot a pápával, és amikor Leó és serege Rómából Apuliába indult, hogy harcba szálljon a normannokkal, az Argyrus által személyesen vezetett bizánci sereg ugyanezzel a tervvel vonult ki Apuliából, és oldalbakapta a normannokat.
Azok megértették a veszélyt, összegyűjtöttek minden rendelkezésre álló embert, és egyetlen hadsereget hoztak létre Apulia új grófja és Drogo legidősebb túlélő testvére, Hauteville-i Humphrey, valamint Aversa grófja, Richard Drengot és mások parancsnoksága alatt. Pl. az Hauteville család, köztük Robert, később Robert Guiscard néven ismerték.

## A csata
A csata hátterének és felvezetésének számos korabeli forrása ellenére magát a csatát a legrészletesebben elbeszélő forrás Apuliai Vilmos Gesta Wiscardija.
Leó először Apuliába költözött, és Civitate (vagy Civitella, Foggia északnyugati részén) közelében elérte a Fortore folyót. A normannok elindultak, hogy feltartóztassák a pápai hadsereget Civitella közelében, és megakadályozzák annak egyesülését az Argirus vezette bizánci hadsereggel. A normannok a betakarítási időszak miatt szűkösek voltak az utánpótlásban, és kevesebb emberük volt, mint ellenségeik, legfeljebb 3000 lovassal és 500 gyalogossal szemben a 6000 lovassal és gyalogossal. Mind Amatus beszámolója, mind Apuliai Vilmos egyetért abban, hogy a normannok éhségtől és táplálékhiánytól szenvedtek, és mindketten hozzáteszik, hogy a normann erők valójában annyira hiányosak voltak, hogy „az apostolok példájára vették a gabonafejeket, dörzsölték őket a kezükbe, és megették a szemeket" – lehet, hogy néhányan korábban a tűzön is megfőzték. Emiatt a normannokat arra késztették, hogy fegyverszünetet kérjenek, de elutasították őket, bár van némi nézeteltérés abban, hogy kik voltak a normannok legnagyobb ellenségei a tárgyalások megtagadásában, a langobardok, a germánok és a pápa kúria között. Maga Leo, akinek a normannok valójában a hűségükre akartak esküdni.
A két sereget egy kis domb választotta ketté. A normannok három századba rakták lovasaikat, jobbra Aversai Richárd nehézlovassága, középen Humphrey gyalogosokkal, lovagló lovagokkal és íjászokkal, Robert Guiscard pedig lovasaival és gyalogosaival (a szlávokkal, a szláv gyalogsággal), a bal oldalon. További normann parancsnokok közé tartozott Peter és Walter, Amicus, Aureolanus, Hubert, Rainald Musca, valamint Hugh gróf és Gerard gróf, akik rendre a beneventánusok és Telese emberei voltak, valamint Radulfus Boiano grófja. Előttük a pápai hadsereg két részre oszlott, a középponttól jobbra húzódó vékony és hosszú vonalon a nehéz sváb gyalogság, a bal oldalon pedig az olasz illetékek csőcselékben halmozták fel Rudolf parancsnoksága alatt. Leó pápa a városban tartózkodott, de etalonja, a vexillum sancti Petri a szövetséges hadseregével volt.
A csata Aversai Richárd támadásával kezdődött az olaszok ellen a bal oldalon, oldalirányú mozdulattal és rohammal. Miután áthaladtak a síkságon, megérkeztek ellenfeleik elé, akik megtörték az alakzatot és elmenekültek anélkül, hogy megpróbáltak volna ellenállni. A normannok sokukat megölték, miközben visszavonultak, és továbbmentek a pápai tábor felé, mielőtt végül megpróbáltak visszatérni a fő harchoz.
A svábok időközben a dombra költöztek, és kapcsolatba kerültek a normann központtal és Humphrey erőivel, nyilakkal és íjászokkal csatázva, mielőtt általános közelharcba léptek volna. Valószínűleg ez az eljegyzés elsősorban gyalogos volt, mivel a németeket gyakran úgy emlegetik, hogy „kardjukat és pajzsukat veszik fel”, Apuliai Vilmos hozzáteszi, hogy ez a német karakterük része volt:
7hA csata nagy részében a svábokkal vívott harc állt a középpontban, a normannok megpróbálták a svábok oldalát védeni, miközben Humphrey harcolt velük. Robert Guiscard, látva bátyját veszélyben, bal szárnyával a dombhoz mozdult, és sikerült enyhítenie a svábok nyomását, és személyes bátorságát is megmutatta a Gerard gróf parancsnoksága alatt álló calabriaiak segítségével.
A center helyzete azonban kiegyensúlyozott maradt. A svábokkal szembeni folyamatos normann fegyelemnek köszönhetően azonban végül Richard erőinek visszatérése az olaszok üldözéséből döntötte el, ami a pápai koalíció vereségét eredményezte.

## Utóhatásai
Miután előkészítette magának Civitate városának ostromát, a pápát a győztes normannok fogságába ejtették.
Van némi bizonytalanság, hogy ez hogyan történt. Pápai források szerint Leo elhagyta Civitate-t, és feladta magát, hogy megakadályozza a további vérontást. Más források, köztük Malaterra, azt mutatják, hogy Civitate lakói átadták a pápát, és kiűzték a „kapukon”, miután látták a normann fenyegetést, amely ostromtornyokban és földsáncokban nyilvánult meg. Tisztelettel bántak vele, de csaknem kilenc hónapig bebörtönözték Beneventóban, és számos, a normannok számára kedvező szerződés ratifikálására kényszerítették. A normann beszámolók szerint azonban Leót inkább megtisztelt vendégként kezelték, mint fogolyként, és semmi esetre sem volt híján a kényelemnek, Amatus azt állítja, hogy „folyamatosan ellátták borral, kenyérrel és minden szükséges dologgal”, és a normannok „védték”, mígnem tíz hónappal később visszatért Rómába. John Julius Norwich szerint Leo hosszú, passzív ellenállást kísérelt meg, hogy bármibe beleegyezzen a normannok érdekében, és várta a birodalmi segélyhadsereg Németországból. Ezenkívül Norwich úgy véli, hogy annak ellenére, hogy a későbbi pápákig hiányzott a konkrét támogatás, Leo végül elismerte a normannokat Dél uralkodóinak, hogy felmentést kapjon a szabadságáért. Eközben Argyros és a bizánci hadsereg kénytelen volt feloszlatni, és Barin keresztül visszatérni Görögországba, mivel csapataik nem voltak elég erősek a normannok elleni harchoz most, hogy a pápai erőket legyőzték. Argyrost akár maga Kónsztantinosz császár is száműzhette a Birodalomból.
Ennél is fontosabb, hogy a civitatei csata fordulópontnak bizonyult az itáliai normannok sorsában, akik még egymás közötti nézeteltéréseik ellenére is győzelmet tudtak aratni, megszilárdítva ezzel legitimációjukat. Nem csak ez volt az első jelentős győzelme Robert Guiscard-nak, aki végül a normannok déli vezetőjeként emelkedett fel. Következményeit tekintve a civitatei csatának ugyanazok a hosszú távú politikai következményei voltak, mint a hastingsi csatának Angliában és Észak-Európában, a hatalom és a befolyás latin-keresztény világgá történő átirányítása. Végül, míg Leo megpróbált fenntartani egy normannellenes szövetséget a bizánciakkal abban a reményben, hogy vallási okokra hivatkozva elűzi őket, a pápai legátusok képtelensége, hogy Leó korai halála mellett a görög udvarral tárgyaljanak, megcáfolt minden reményt a segítségnyújtásra bizánciak, kivéve magának a keleti császárnak a parancsára. A szakadás ebben az esetben legalábbis politikai téren a normannok javára vált.
További hat év és három újabb normann-ellenes pápa után a melfi szerződés (1059) a normann hatalom elismerését jelentette Dél-Olaszországban. A pápai politika változásának két oka volt. Először is, a normannok erős (és közeli) ellenségnek bizonyultak, míg a császár gyenge (és távoli) szövetséges volt. Másodszor, II. Miklós pápa úgy döntött, hogy megszakítja a kötelékeket a római egyház és a római császárok között, visszakövetelve a római bíborosoknak a pápaválasztás jogát (lásd: Befektetési vita ), ezzel csökkentve a császár jelentőségét. A Birodalom elleni előrelátható küzdelemben pedig kívánatosabb volt egy erős szövetséges, mint egy erős ellenség.</link>

## Fordítás
- Ez a szócikk részben vagy egészben  a   Battle of Civitate című angol Wikipédia-szócikk ezen változatának fordításán alapul.  Az eredeti cikk szerkesztőit annak laptörténete sorolja fel. Ez a jelzés csupán a megfogalmazás eredetét és a szerzői jogokat jelzi, nem szolgál a cikkben szereplő információk forrásmegjelöléseként.

### Elsődleges források
- medievalsicily.com A középkori mediterrán iszlám és normann Szicília (800–1200), Krónikák és narratív források Graham Loud angol fordításával
- Montecassinói Amatus (Prescott N. Dunbar fordítása és Graham Loud szerkesztője). A normannok története. Rochester: The Boydell Press, 2004
- Gaufredus Malaterra, De rebus gestis Rogerii Calabriae et Siciliae comitis et Roberti Guiscardi ducis fratris eius a Latin Libraryben
- Apuliai Vilmos, Gesta Roberti Wiscardi a Latin Könyvtárban

### Másodlagos források
- Brown, Gordon S. A normann hódítás Dél-Olaszországban és Szicíliában. Jefferson NC: McFarland & Company, 2003
- Eads, Valerie. "Civitate, Battle of" a The Oxford Encyclopedia of Medieval Warfare and Military Technology-ban. Szerkesztette: Clifford J. Rogers. Vol. 1. Oxford: University Press, 2010. pp. 402–403.
- Chalandon, Ferdinánd. Histoire de la dominande normande en Italie et en Sicilie. Párizs, 1907
- Joranson, Einar. " A normannok pályafutásának kezdete Olaszországban: legenda és történelem. " Speculum, Vol. 23, 3. sz. (1948. júl.), pp. 353–396.
- Le Patourel, John. „Normannok és Normandia”, a Középkori szótárban. Szerkesztette: Joseph R. Strayer. Vol. 9. New York: Charles Scribner fiai: New York, 1989. pp. 159–170.
- Hangosan, Graham Alexander. Folytonosság és változás a normann Olaszországban: Campania a 11. és 12. században. Journal of Medieval History, Vol. 22, 4. szám (1996. december), pp. 313–343.
- Hangosan, Graham Alexander. "Hogy volt a normann dél-olaszországi normann hódítás?" Nottingham Medieval Studies, Vol. 25 (1981), pp. 13–34.
- Hangosan, Graham Alexander. Robert Guiscard kora: Dél-Olaszország és a normann hódítás. New York: Longman, 2000
- Meschini, Marco, Battaglie Medievali, pp. 13–36.
- Norwich, John Julius. A másik hódítás. New York: Harper és Row, 1967